# Starrucca
Starrucca es un borough ubicado en el condado de Wayne en el estado estadounidense de Pensilvania. En el año 2000 tenía una población de 216 habitantes y una densidad poblacional de 9.6 personas por km².

## Geografía
Starrucca se encuentra ubicado en las coordenadas 41°53′58″N 75°27′40″O / 41.89944, -75.46111.

## Demografía
Según la Oficina del Censo en 2000 los ingresos medios por hogar en la localidad eran de $34,500 y los ingresos medios por familia eran $37,750. Los hombres tenían unos ingresos medios de $33,333 frente a los $20,000 para las mujeres. La renta per cápita para la localidad era de $23,071. Alrededor del 18.4% de la población estaba por debajo del umbral de pobreza.